# Utricularia spinomarginata
Utricularia spinomarginata är en tätörtsväxtart som beskrevs av Piyakaset Suksathan och J.Parn.. Utricularia spinomarginata ingår i släktet bläddror, och familjen tätörtsväxter. Inga underarter finns listade i Catalogue of Life.